# 타임 시프팅
타임 시프팅(time shifting)은 현재 방영중인 라이브 방송에서 과거의 시점으로 재생 위치를 변경(Seek)하여 재생할 수 있도록 하는 기능이다. 예를 들어 현재 9시 뉴스가 방송되고 있는데, 9시 20분쯤에 뉴스의 처음부터 보고 싶을 때 재생 위치를 9시 위치로 이동하여 처음부터 본다. 즉 라이브와 VOD의 하이브리드 형태라고 볼 수 있다. 서비스 구조는 라이브 스트림을 실시간으로 저장공간에 저장하는 기능을 가진 nDVR 기능을 지원하는 서버, 이를 재생해 줄수 있는 클라이언트 플레이어로 구성되어 있다.

## 같이 보기
- 디지털 비디오 레코더